# Utayba
Els Utayba (a vegades Utaiba, Ateyba, el-Ateyban, Oteybah, Uteibah, Otaibah, Otaiba i altres; ells mateixos s'anomenen Otebe, en plural Otban; àrab: عتيبة) són una important tribu de l'Aràbia central a l'Aràbia Saudita, només pel darrere dels Anaza o Unayza. Les seves pastures anaven d'al-Taif a l'oest fins al-Kasim (al nord del Nejd) a l'est. El seu nom deriva d'Utba, del qual és un diminutiu i fou nom de persona i no de tribu. Els tres personatges principals foren:
- Utayba ibn al-Harith, heroi de les guerres entre tamimites i bakrites abans de l'islam
- Utayba ibn al-Nahhas al-Idjli, lloctinent d'al-Mithanna ibn Haritha, que va participar en la batalla de Siffin.
- Utayba ibn Abi Lahab, casat amb Umm Kulthum, filla de Mahoma.

La tribu Utayba, relativament moderna, fa remuntar el seu origen a Mudar, i es consideren part dels Kays Aylan. Estan dividits en dos grups principals, els Ruwakah i els Barka o Baraka cadascun dividit en diverses sub-tribus. El 1818 s'estimaven els seus guerrers en total en 100 cavallers i 10.000 infants al Hedjaz i en 800 i 2.000 al Nedj. L'Handbook of Aràbia dona pels ruwakah (esmentats com a ruqah) 2500 tendes (entre deu i quinze mil) i pels baraka (berqah) tres mil (quinze mil persones).

## Història
El 1816 els egipcis van obtenir l'aliança dels Utayba contra els saudites wahhabites. El 1850 Abd Allah ibn Faysal Al Saüd, fill de Fàysal ibn Turki, l'emir saudita, va derrotar els utayba orientals prop del pou d'aigua d'al-Ajrab; el xerif de la Meca, Muhammad ibn Awn va agafar sota la seva protecció als utayba de l'oest i les tribus dels Mutayr al-Alwiyyin. Els Utayba foren llavors un dels poders que va disputar el poder a Aràbia entre 1842 i 1872. El 1872 el cap suprem dels utayba, Muslit ibn Rubayan va saquejar la rodalia d'al-Riyadh i Saüd ibn Fàysal va iniciar (1874) una expedició contra ells però fou derrotat i es va haver de retirar ferit greu (no se sap si va morir de verola o de les ferides el gener de 1875).
Entre 1881 i 1882 els utaybes van saquejar diversos campaments de les tribus Harb lleials als Al Rashid o Banu Rashid; el 1883 van iniciar la guerra contra els Al Rashid però foren derrotats a al-Arwa. Els utaybes es van aliar als saudites però el 1884 foren derrotats altre cop; el 1897 els saudites es van aliar amb el xerif haiximita de la Meca Awn al-Rafik (1882-1905) i amb el suport dels Harb van iniciar expedicions contra els dominis dels Al Rashid, llavors dirigits per Abd al-Aziz ibn Mitaab Al Rashid (desembre de 1897 - 13 d'abril de 1906); a la tardor del 1903 Abd al-Asiz va iniciar l'ofensiva contra els utaybes i els kahtan però l'abril de 1907 els Al Rashid foren derrotats pels saudites aliats a utaybes i kahtanites.
Des de llavors les simpaties dels utaybes foren pels haiximites. El xerif Husayn ibn Ali va reunir les tropes pròpies, les dels utaybes, les dels Harb i les del Mutayr i va marxar (1911) contra Sayyid Muhammad (II) ibn Ali al-Idrisi, de 33 anys, que amb suport saudita havia agafat (1910) el títol d'imam i emir de Sabya al Baix Asir al nord del Iemen i es va declarar independent dels otomans, i que havia conquerit Abha forçant la retirada del governador otomà Sulayman Shafik; quan el xerif va arribar el juny de 1911 va trobar que Sulayman ja havia reprès la ciutat (que va restar turca fins a l'armistici de 1918). Gairebé al mateix temps Abd Allah, el fill del xerif, es va presentar a al-Kasim, al·legant defensar els drets del Utayba, vulnerats per l'emir saudita; aquest (Abd-al-Aziz ibn Saüd) va acceptar pagar 4000 lliures anuals al xerif i eximir de tribus als utaybes, però quan Abd Allah va retornar al Hedjaz, el saudita va trencar el pacte i va fer la guerra als Utayba amb el pretext que havien donat asil a rebels que havien traït l'emir saudita.
El 1915 Abd Allah va marxar altre cop al Nejd arribant a al-Sudayr i va forçar als utaybes orientals a pagar tribut derrotant els Barriyya i als seus aliats mutayr que estaven ara tots sotmesos a Abd al-Aziz Al Saüd. Ja en aquest temps els utaybes van començar a participar en les organitzacions dels ikhwans, un projecte religiós-militar del sobirà saudita que pretenia sedentaritzar a les tribus, utilitzar-les per fer la guerra santa i purificar l'islam d'elements contraris als ensenyaments wahhabites. El 1918 l'incident de Ghatghat, provocat per l'atac d'una banda d'utaybes occidentals contra ikhwans que resaven, va posar al límit la tensió entre Hedjaz i Nejd. La major part dels utaybes eren ja aliats saudites i el cap de la tribu Sultan ibn Bidjad fou peça clau dels ikhwan i el conqueridor de Taif (1924), conquesta que va portar a la rendició de la Meca als saudites. Dins dels ikhwan els utaybes van disposar de 19 campaments, algun menys que els Harb però més que els Mutayr. Abd Allah ibn Abd al-Rahman, el germà d'Abd al-Aziz, en l'enfrontament entre el poder saudita i els ikhwan (esdevinguts massa radicals) va destruir el 1929 el campament utayba de Ghatghat (a vegades al-Ghutghut) i va dispersar als partidaris de Sultan ibn Bidjad.
Posteriorment es van fer sedentaris en un procés que va durar algun decennis. Els utayba però van persistir en el seu suport al radicalisme; el 1979 un grup nombrós de radicals islamistes va ocupar les instal·lacions religioses de la Meca dirigits entre d'altres per Juhayman ibn Muhammad al-Utaybi, de la tribu utayba.